# Hugo Birger

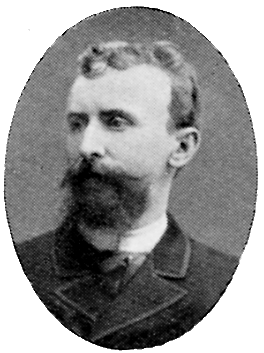
Hugo Birger

Hugo Birger ook Hugo Birger Peterson (Stockholm, 12 januari 1854 – Helsingborg, 17 juni 1887) was een Zweedse kunstschilder.

## Biografie
Hugo Birger was de zoon van S.A. Peterson, een lithograaf gevestigd in Stockholm. Birger studeerde aan de Konstakademien (Koninklijke academie voor de vrije kunsten) van 1870 tot 1877. Na zijn studies trok hij naar Parijs, waar hij de zomer doorbracht in Barbizon met onder meer Carl Larsson. Hij maakte er kennis met het plein-air schilderen. Vanaf 1879 woonde hij bij zijn vriend Ernst Josephson in diens atelier in de Rue Gabrielle in Montmartre en maakte een aantal werken zoals de Rue Gabrielle, nu in het kunstmuseum in Gothenburg. Dit werk werd tentoongesteld op het Parijse salon van 1879.  Hij schilderde ook een paar taferelen uit het Parijse leven zoals La toilette dat werd tentoongesteld op het Salon van 1880. Het toont een dame in haar boudoir in gesprek met een aantal bezoekers bij het opmaken van haar kapsel.

Kunstenaarsontbijt in Café Ledoyen (1886), Gothenborg Museum of Art

Zijn bekendste werk is het Kunstenaarsontbijt in Café Ledoyen, waarin hij het feestelijk ontbijt vastlegde dat door de Zweedse kunstenaars in Parijs werd georganiseerd naar aanleiding van de opening van het Parijse Salon van 1886. Birger maakte een aantal schetsen ter plekke tijdens het ontbijt en liet daarna de kunstenaars voor hem poseren in zijn atelier. Het werk is qua techniek helemaal niet impressionistisch maar de opbouw en het motief zijn duidelijk geïnspireerd door het werk van Monet, Manet en Renoir. Het werk werd geëxposeerd op het salon van dat jaar.

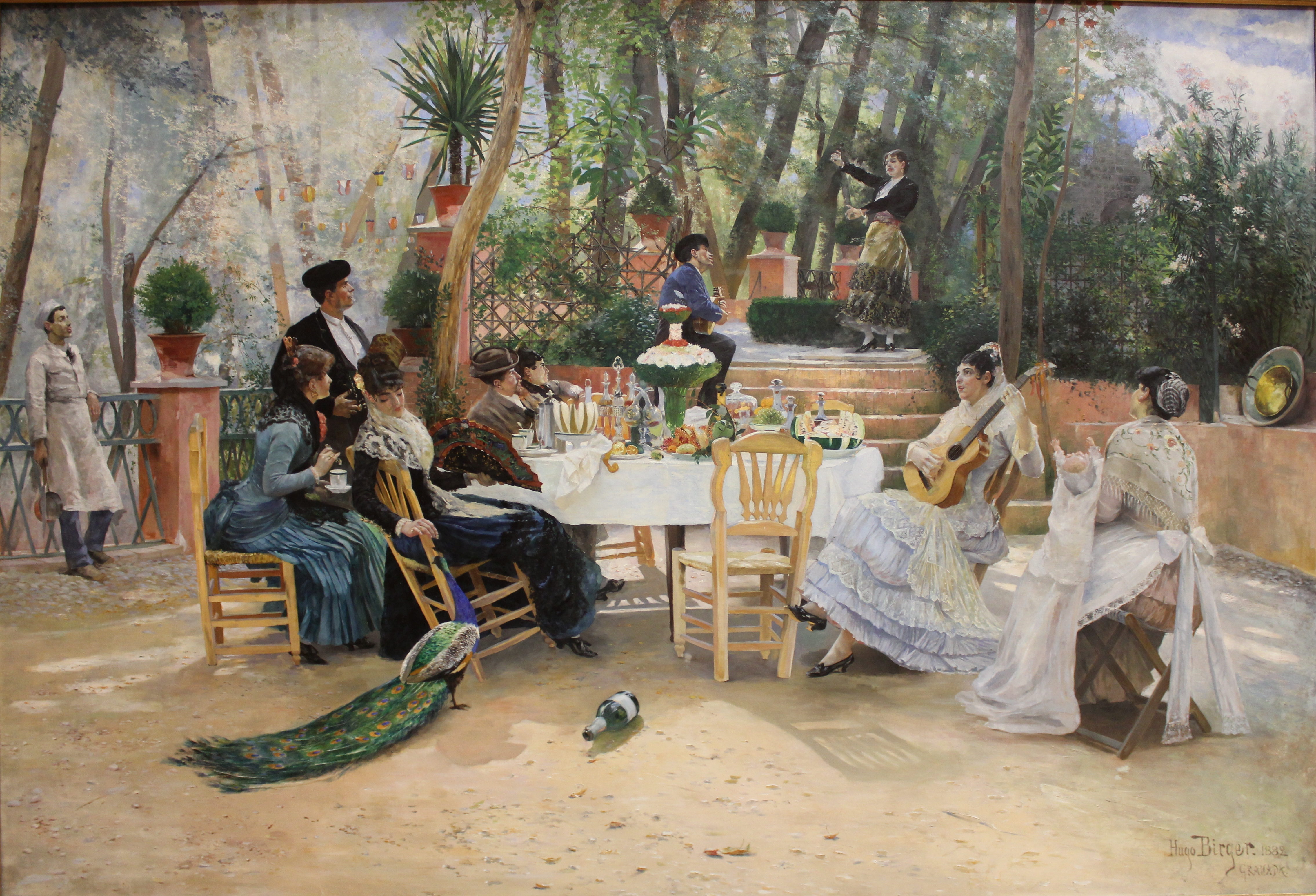
La Feria (1882)

Van 1881 tot 1882 reisde Birger naar Spanje waar hij bijzonder werd geboeid door het zuidelijke zonlicht. Zijn belangrijkste werk uit die periode is La Feria (Ontbijt in Granada), dat een gezelschap voorstelt op een terras in een zonovergoten tuin. De personages zijn geschilderd in felle bonte kleuren in een stralende zon, met lichte heldere schaduwen op witte muren. Op het voorplan culmineert het kleurenspel in de veren van een pauw.
In Granada trouwde Birger in 1882 met Mathilda Gadea. Het jonge paar bezocht eerst Parijs en Grez-sur-Loing en keerde daarna, na een oponthoud aan de Zweedse westkust, terug naar Granada. Van daar vertrokken ze op reis naar Noord-Afrika. Het resultaat daarvan was een reeks schilderijen met Spaanse en Afrikaanse motieven en thema's, zoals meisjes en waterdraagsters bij de bron, jagers, waterverkopers en dergelijke meer.
Birger schilderde veel portretten onder meer van collega's kunstschilders zoals Alfred Wahlberg, Albert Edenfeldt, Per Hasselberg, Robert Thegerström, Carl Larsson, Georg Pauli, en Ernst Josephson, maar er zijn ook verschillende portretten van zijn vrouw zoals De bruid uit 1882 en De twee zusters (zijn echtgenote en haar jongere zus). 
Birger was graag op studiereis naar Italië en het Oosten getrokken omdat hij zich tot doel gesteld had Bijbelse onderwerpen in oosterse kleuren te schilderen. Hij had daartoe sinds 1877 verscheidene aanvragen voor een academische studiebeurs ingediend, maar hij kreeg slechts een enkele toezegging van 400 SEK van de Konstakademien in 1883. Het jaar daarop vroeg hij voor de laatste keer een studiebeurs aan. In 1887 kreeg hij gezondheidsproblemen en keerde hij terug van Frankrijk naar Zweden. Hij stierf op de weg naar huis in Helsingborg.

## Galerij

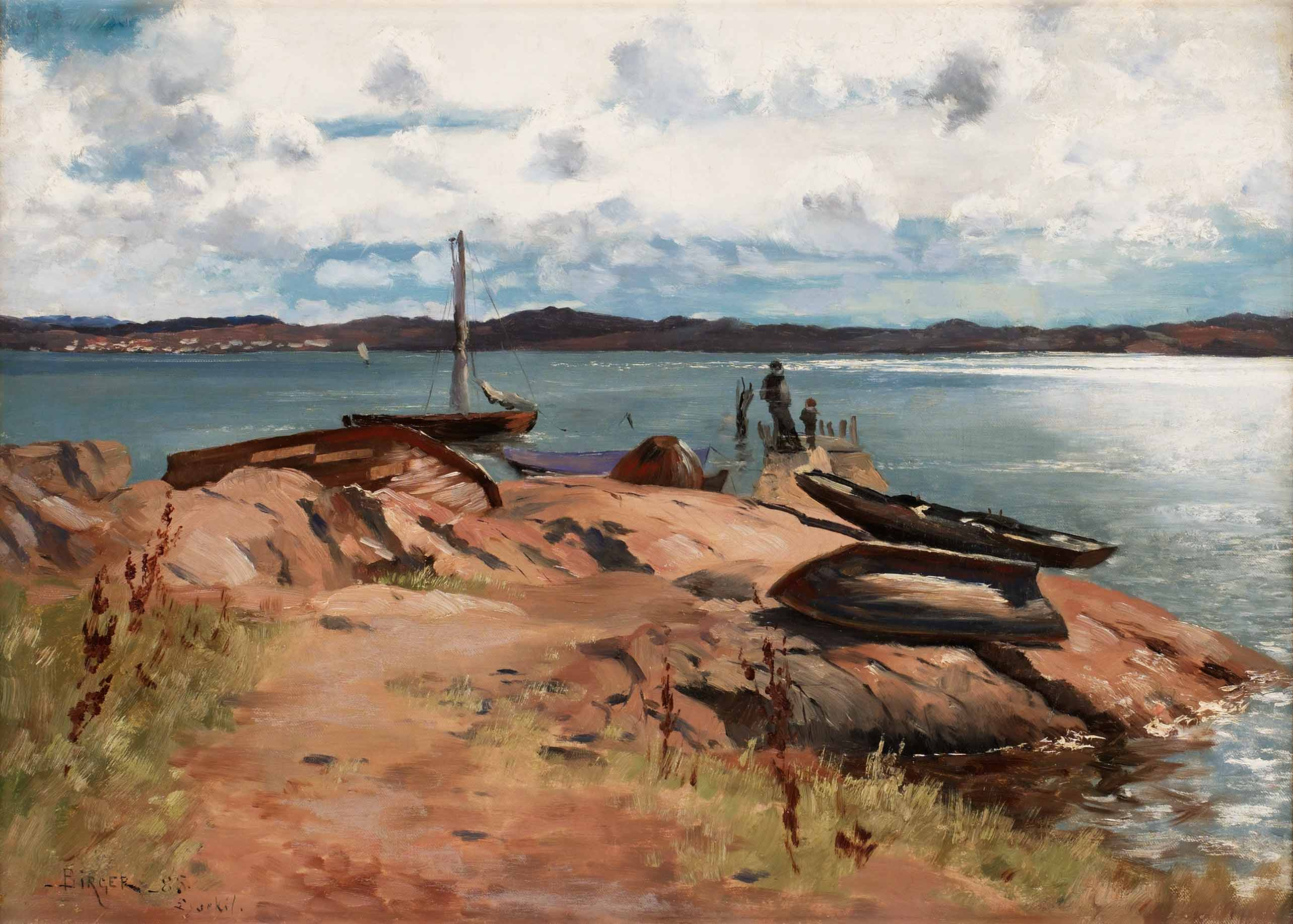
Vid bryggan, Lysekil (1885)
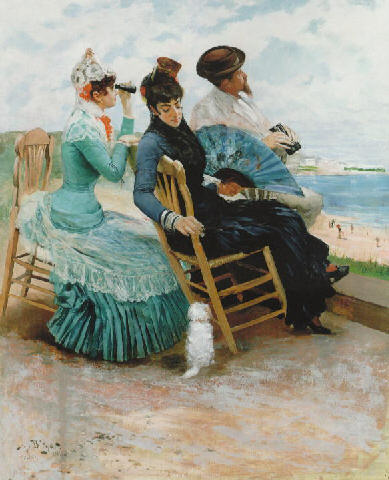
Damer och kavaljer vid stranden (1883)
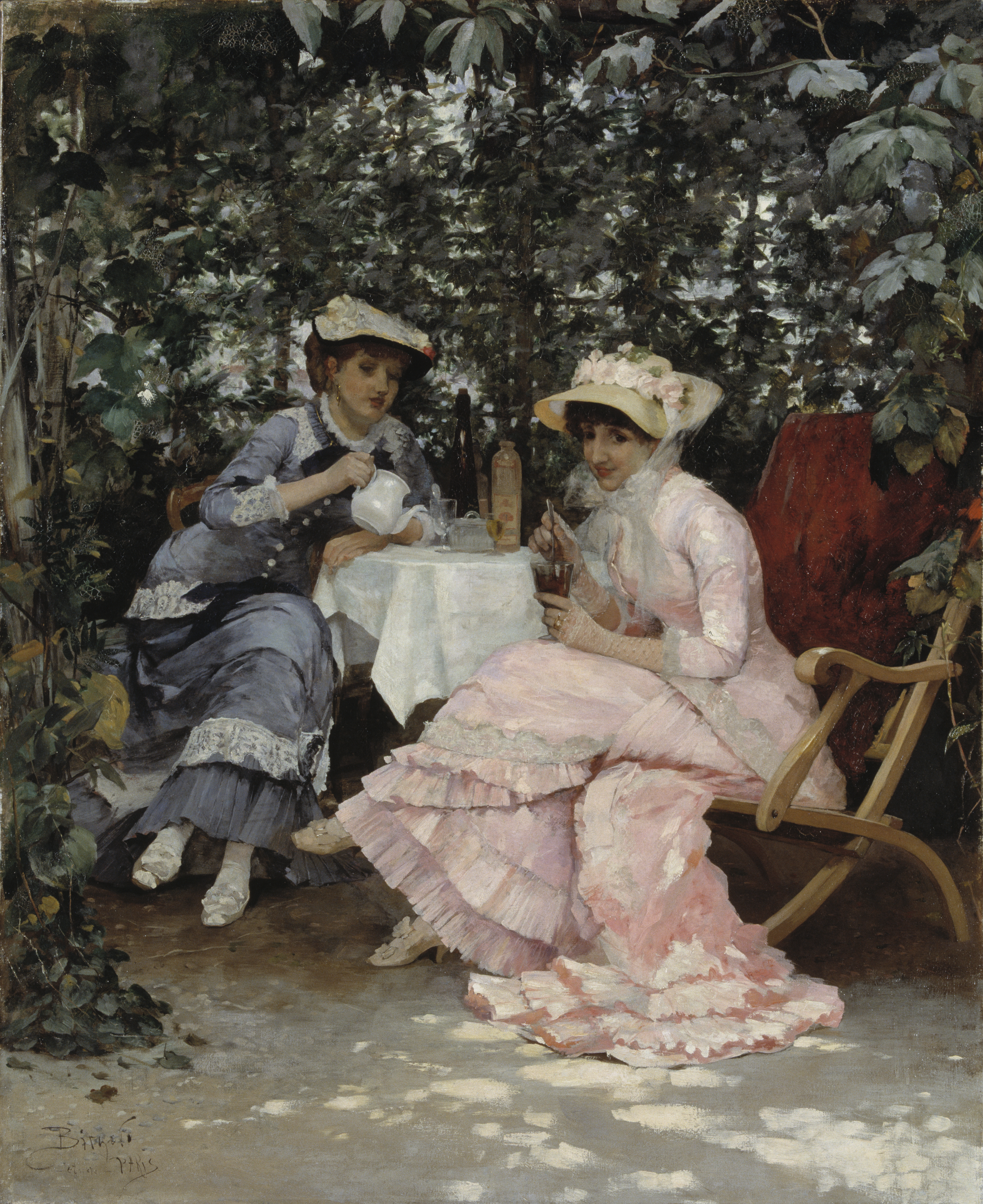
I bersån (1880)
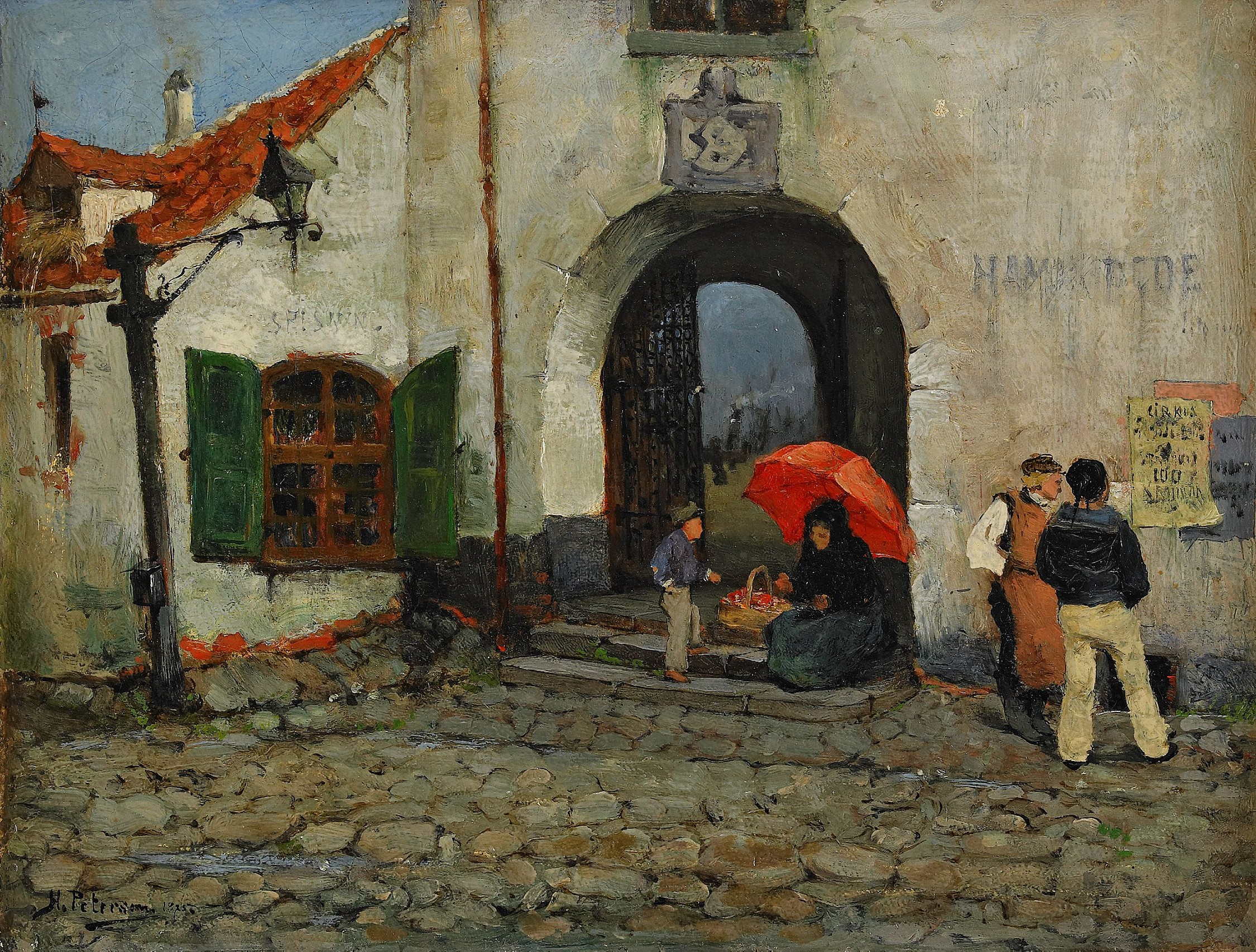
Utanför hamnfogdekontoret (1875)
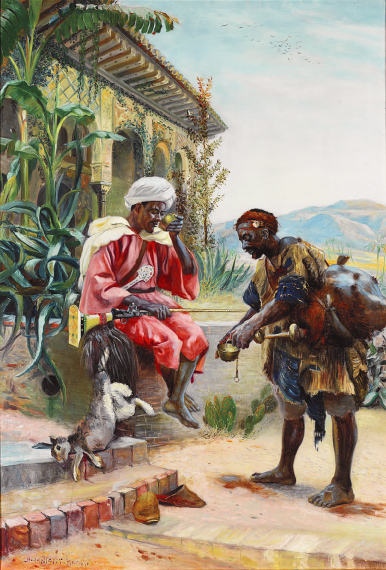
Nordafrikanska jägare rastar
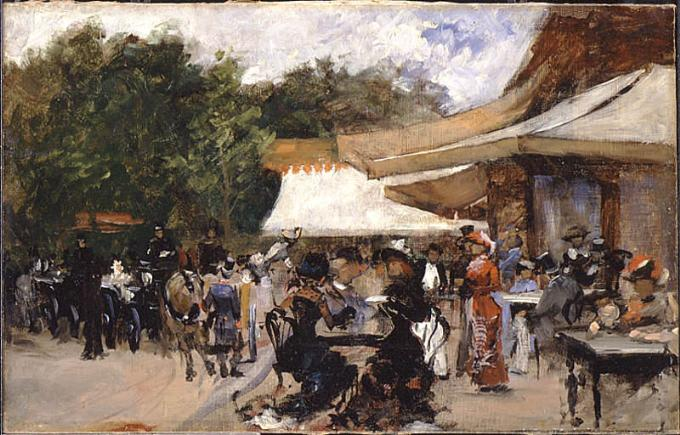
Utanför en restaurang i Bois de Boulogne

## Weblinks
- Werken van Hugo Birger op the website van The Athenaeum.

- Gemeinsame Normdatei: 140374531
- International Standard Name Identifier: 0000 0000 7382 5936
- KulturNav: 3b822a35-e61c-4352-939c-2065d0da4ecc
- RKD-Nederlands Instituut voor Kunstgeschiedenis: 8559
- Union List of Artist Names: 500075718
- Virtual International Authority File: 340149066539265601244